# بیبی بچ
بیبی بچ (انگلیسی: Bibi Besch; ۱ فوریهٔ ۱۹۴۰ – ۷ سپتامبر ۱۹۹۶) یک هنرپیشه، و بازیگر سینما اهل ایالات متحده آمریکا بود.
از فیلم‌های معروف او می‌توان به بازی در ماگنولیاهای فولادی، آن دختر کیست؟ و آن پسر دخترم است اشاره کرد.